# Siège de Malacca (1641)
Guerre néerlando-portugaise
Le siège de Malacca (3 août 1640 - 14 janvier 1641) est un siège initié par la Compagnie néerlandaise des Indes orientales et leurs alliés locaux du Johor contre la colonie portugaise de Malacca. Elle s'est terminée par une capitulation portugaise et, selon le Portugal, la mort de milliers de Portugais. Les racines du conflit ont commencé à la fin du XVIe siècle, lorsque les Hollandais sont arrivés dans les environs de Malacca. De là, ils ont commencé des attaques occasionnelles contre la colonie portugaise, y compris plusieurs sièges ratés. En août 1640, les Néerlandais ont commencé leur dernier siège, qui a eu un lourd tribut des deux côtés, avec la maladie et la famine endémiques. Enfin, après la perte de quelques commandants majeurs et de nombreuses troupes, les Néerlandais ont pris d'assaut la citadelle, mettant fin complètement au contrôle du Portugal sur la ville. En fin de compte, cependant, la nouvelle colonie était de peu d'importance pour les Néerlandais par rapport à leur territoire local existant auparavant, Batavia.

## Contexte
Le Malacca, construit par les Malais dans les années 1400, était une importante plaque tournante du commerce vers le début du XVIe siècle. Il a été conquis par l'Empire portugais en 1511, et a été noté pour sa richesse et son prestige par l'officier portugais Duarte Barbosa. Historien ShawnaKim Lowey-Ball a fait valoir que l'exploitation par le Portugal de la division entre hindous et musulmans a conduit au déclin économique de Malacca et à la perte du statut qu'elle détenait autrefois sous leur domination. Un autre problème causé par le Portugal a été le gouvernement réformé qu'il a introduit, qui a tenté d'imposer le catholicisme, de créer une monnaie unique et de monopoliser le commerce des épices.
L'arrivée des Néerlandais à Aceh en 1598 a encore perturbé l'équilibre des pouvoirs dans la région. Les rumeurs de ce qu'ils avaient fait aux habitants de Bantam ont conduit les marchands portugais à les décrire comme des pirates. Les Néerlandais étaient également farouchement protecteurs de la nouvelle zone commerciale qu'ils avaient gagnée.

### Conflits antérieurs
La Compagnie néerlandaise des Indes orientales avait recherché une plus grande domination des Indes orientales pendant des décennies avant l'invasion. Outre les Portugais, leurs rivaux comprenaient les Malais, les Javanais et les Acehnais. Cornelis Matelief a commencé un siège en 1606, mais a été forcé de le lever prématurément. Une autre tentative de siège fut lancée en 1608 par Pieter Willemsz Verhoeff, mais se solda également par un échec. D'autres tentatives infructueuses ont eu lieu entre 1623 et 1627. Des navires occasionnels ont continué à arriver dans les années qui ont suivi, cherchant à harceler les forces portugaises. Cornelis Symonz van der Veer était un chef de file de ces attaques, attaquant des navires et bloquant le transport de fournitures.

## Préparation
Après des années de conflit intermittent, la Compagnie néerlandaise des Indes orientales avait amassé une force de 2 000 Européens à Batavia en août 1639, avec l'intention d'envoyer les troupes à Malacca. Ils ont également formé une alliance avec le dirigeant local d'Aceh, qui a volontiers proposé de soutenir leur expédition, prévue pour novembre ou décembre. L'expédition a cependant été reportée en raison à la fois du conflit outre-mer au Ceylan et des frictions entre les dirigeants d'Aceh et du Johor. Malgré le comportement agressif du chef d'Aceh envers Johor, ce dernier était prêt à pardonner et à aider à vaincre les Portugais à Malacca. Malgré cela, le dirigeant d'Aceh est resté inébranlable, tandis que Johor préparait ses forces, dont six chaloupes. En octobre, les Néerlandais ont mené un raid et capturé plusieurs prisonniers, dont un noble nommé Louis Pacheco, et du bétail, puis échange sept des captifs contre quatre Néerlandais emprisonnés peu de temps après.
Début mai 1640, le gouvernement de Batavia résolut de s'emparer de Malacca, que ce soit par la négociation ou la violence. Le commandant précédent, Cornelis Symonz van der Veer, était décédé depuis, le sergent-major Adriaen Antonisz a donc été envoyé à sa place. Les Portugais étaient dirigés par le gouverneur Manuel de Sousa Coutinho. Leur ville était fortement fortifiée, avec des murs 32 pieds (9,8 m) qui pouvaient résister aux bombardements des deux côtés. La citadelle possédait 70 canons lourds et entre 40 et 50 plus légers. La garnison portugaise était composée de 260 hommes, bien que les Néerlandais aient affirmé que les meilleurs soldats de la défense étaient les habitants indigènes et métis, qui étaient au nombre d'environ 2 000 à 3 000 au total. Ils ont également affirmé que seule une puissante armée européenne était capable de la faire tomber.

## Bataille
Le 3 août 1640, la Compagnie néerlandaise des Indes orientales débarque douze compagnies, soit un total de 600 hommes, dont 130 marins. Ils sont alors organisés en trois bataillons de quatre compagnies chacun. Ils avaient le soutien d'alliés javanais et bandanais, ainsi que de mardijkers, qui étaient au nombre de 95. Leurs alliés du Johor ont amené 500 à 600 hommes à eux. Ces troupes se sont déplacées vers la citadelle portugaise pour rencontrer 200 autres Européens pro-néerlandais, avec un nombre similaire d'indigènes. Malgré les bombardements portugais, ils ont pu conduire les forces portugaises au-delà de deux lignes de tranchées, jusqu'aux murs d'une banlieue près de la ville. Là, ils ont capturé les canons portugais, ainsi qu'un individu métis, deux femmes européennes et deux enfants européens. Le Portugal a commencé à brûler les maisons près de la ville, tandis que les Néerlandais ont établi de nouvelles positions avec des fusils dans la banlieue. Alors que le siège se poursuivait, les Néerlandais ont reçu plus de troupes et de fournitures de Batavia, notamment des marins, des soldats, des cochons, des oranges, du sucre, etc. Les Néerlandais ont maintenu le siège malgré les pertes dues à la maladie. Les Européens et les indigènes se sont affrontés par intermittence des deux côtés en septembre et octobre.
Selon une lettre parvenue à Batavia à la mi-novembre, la famine commençait à envahir la ville, des transfuges la quittant quotidiennement, tandis que le siège restait fort. Les troupes néerlandaises ont félicité leurs alliés malais pour avoir pris du bétail et des fruits aux Portugais. Les deux alliés ont eu du mal à traverser la zone, car l'environnement marécageux autour de la ville nécessitait de traverser l'eau jusqu'à la taille, totalement impossible à traverser à marée haute. À cette époque, les Néerlandais affirmaient avoir 2 063 hommes, dont 400 indigènes. Adriaen Antonisz, leur commandant, tomba malade à cette époque et mourut finalement après dix-huit jours de maladie. Il a été remplacé par Jacob Cooper. Cooper est mort de la peste le 3 janvier, environ un mois après le troisième commandant en ligne, Pieter van den Broeke, qui a péri le 3 décembre. Malgré leurs pertes, les Néerlandais ne perdirent pas la foi et le 5 janvier 1641, Minne Williemsz Caertekoe, leur nouveau commandant, déclara que leur conseil avait décidé que le mercredi suivant serait réservé au jeûne et prière, en vue de prendre d'assaut la citadelle.
Environ 650 soldats néerlandais ont réussi à s'emparer de la citadelle le 14 janvier. Caertekoe était malade à l'époque, alors le sergent-major Johannes Lamotius a dirigé ses forces. Les Portugais ont affirmé avoir perdu 7 000 personnes, bien qu'il n'ait pas été précisé si ce chiffre concernait des combattants, des civils ou les deux. Les Néerlandais ont déclaré une perte d'un peu moins d'un millier,.

## Conséquences
Les prisonniers portugais capturés par la Compagnie néerlandaise des Indes orientales ont été très déçus par la défaite, car ils pensaient que cela nuirait gravement à leur position dans les Indes orientales. Certains des Portugais les plus riches ont été autorisés à prendre leurs richesses et esclaves et à partir pour Goa sains et saufs. Contrairement à une histoire diffusée pendant des siècles par la suite, il n'y a aucune preuve historique que le gouverneur portugais ait été payé par les Néerlandais pour trahir son peuple. Selon cette histoire, les Néerlandais l'ont tué immédiatement après pour éviter d'avoir à dépenser l'argent, bien que des rapports néerlandais indiquent qu'il est mort de maladie deux jours après la conquête de Malacca, recevant des rites catholiques et des  honneurs militaires.
Iskandar Thani, le sultan d'Aceh, furieux de l'inclusion du Johor dans l'invasion, mourut empoisonné en janvier. Il avait eu de nombreux ennemis, tant à l'intérieur qu'à l'extérieur de son domaine. Johor n'a demandé aucune part à l'administration de la ville, la laissant entièrement aux Néerlandais, car leur objectif principal était l'expulsion des portugais. Les Néerlandais ont continué à se concentrer sur leur colonie existante de Batavia, consacrant peu de temps ou d'énergie à leur Malacca nouvellement acquise. Dans le Traité anglo-néerlandais de 1824, les Néerlandais l'ont échangé avec le Royaume-Uni pour Bencoolen britannique.